# Luigi Galleani
Luigi Galleani (Vercelli, 12 agosto 1861 – Caprigliola, 4 novembre 1931) è stato un anarchico italiano, attivo anche negli Stati Uniti d'America dal 1901 al 1919, dove fondò il periodico anarchico in lingua italiana Cronaca Sovversiva (soppresso nel 1919). Fu autore di molti libri, tra cui La fine dell'Anarchismo?.

## Biografia
Divenuto anarchico quando era studente di legge all'Università di Torino, sotto la minaccia di procedimenti giudiziari si rifugiò in Francia, dove visse dal 1880 al 1900. Espulso dalla Francia per aver preso parte a una manifestazione di protesta, si trasferì in Svizzera, dove frequentò il geografo anarchico francese Élisée Reclus, che aiutò nella stesura della «Nouvelle Géographie Universelle».
Per aver partecipato, insieme con studenti dell'Università di Ginevra, a una commemorazione dei Martiri di Haymarket, anarchici giustiziati a Chicago nel 1887, fu espulso dalla Svizzera e tornò in Italia, venendovi arrestato nel 1895 e confinato a Pantelleria, da dove riuscì a fuggire nel 1900, trovando rifugio in Egitto. Qui visse un anno, finché, minacciato di estradizione, si trasferì a Londra e di qui s'imbarcò per gli Stati Uniti, dove giunse nell'ottobre del 1901, un mese dopo che l'anarchico statunitense di origine polacca Leon Czolgosz aveva ucciso il presidente William McKinley.
Stabilitosi a Paterson, nel New Jersey, una cittadina dove c'era una numerosa colonia di immigrati anarchici, Galleani divenne capo redattore della rivista anarchica «La Questione Sociale», appoggiando gli scioperi dei lavoratori della seta di Paterson nel 1902 e venendo ferito dalla polizia, che sparò sugli scioperanti. Sotto minaccia di arresto, fuggì in Canada, ma ritornò clandestinamente nel 1903 negli Stati Uniti, stabilendosi a Barre, nel Vermont, e fondandovi, il 6 giugno, il periodico anarchico Cronaca Sovversiva, diretto per qualche mese dallo scultore italiano Carlo Abate, qui emigrato alla fine dell'Ottocento, che disegnò anche la testata del settimanale.
Una polemica giornalistica con Giacinto Menotti Serrati, socialista e redattore de «Il Proletario» di New York, rivelando alle autorità statunitensi la sua identità, gli procurò l'estradizione nel New Jersey e un processo a Paterson nel mese di aprile 1907, nel quale fu tuttavia assolto - uno degli scioperanti di allora fu condannato a morte. Tornato a Barre, riprese l'attività di pubblicista. In Italia, l'ex-anarchico e ora socialista Francesco Saverio Merlino aveva, in un'intervista pubblicata nel giugno 1907 dal quotidiano torinese La Stampa con il titolo La fine dell'anarchismo, proclamato la prossima scomparsa dell'anarchismo, da lui considerato una dottrina ormai sorpassata e priva di validi teorici.
Galleani ne prese spunto per rispondere sulla sua «Cronaca sovversiva» con diversi articoli - che poi saranno raccolti in volume dal titolo «La fine dell'Anarchismo?» - in cui sostenne la validità e la vitalità delle teorie anarchiche. Nel 1912 si trasferì a Lynn, continuandovi la pubblicazione del suo periodico nel quale denunciò, nel 1914, la guerra, polemizzando con l'anarchico principe Kropotkin, favorevole alla guerra a fianco dell'Intesa. L'entrata in guerra degli Stati Uniti, nell'aprile del 1917, gli procurò l'arresto con l'accusa di disfattismo, la chiusura del giornale e, il 24 giugno 1919, l'espulsione dal paese, dove fu costretto a lasciare la moglie e i quattro figli, con l'estradizione in Italia. Stabilitosi a Torino, Galleani riprese la pubblicazione della Cronaca sovversiva.
Con l'avvento del fascismo, la rivista fu soppressa ed egli fu arrestato e condannato a quattordici mesi di reclusione. Tornato in libertà, collaborò con la rivista anarchica pubblicata in America in lingua italiana «L'Adunata dei Refrattari». Nuovamente arrestato nel novembre 1926, fu prima confinato a Lipari e poi, per insulti a Mussolini, condannato a sei mesi di reclusione, che scontò nel carcere di Messina. Liberato per motivi di salute nel febbraio del 1930, Galleani fu inviato in soggiorno obbligato nel piccolo paese di Caprigliola, frazione del comune di Aulla (provincia di Massa-Carrara), dove morì l'anno dopo, a settanta anni, per un attacco di cuore.

Di Galleani e dei suoi compagni ha un ricordo Francesco Leone, uno dei capi degli Arditi del Popolo operanti a Biella, Vercelli e Novara nel periodo degli attacchi degli squadristi fascisti nel Vercellese.

## Opere scritte
Luigi Galleani scrisse su diversi giornali e pubblicazioni anarchiche (tra queste «La Boje!», «I Morti», «La Questione Sociale», «Cronaca Sovversiva», «L'Agitatore», «Volontà»). Di «Cronaca Sovversiva» fu redattore per tutta la durata di pubblicazione del giornale. Per firmare gli articoli, oltre al proprio nome, impiegò anche innumerevoli pseudonimi. Tra questi si ricordano Mentana, Stenko Razine, Free-lancer, L'Eretico, Mariuzza, G. Pimpino, El vecc, Minin. La maggior parte dei libri pubblicati a firma di Galleani raccolgono articoli e scritti pubblicati nel giornale «Cronaca Sovversiva». 
- L. Galleani, Faccia a faccia col nemico. Cronache giudiziarie dell'anarchismo militante, Boston, edizione del Gruppo Autonomo, 1913.
- L. Galleani, La fine dell'anarchismo?, Newark, Edizione curata da vecchi lettori di Cronaca Sovversiva, 1925.
- L. Galleani, Figure e figuri, Newark, Biblioteca de L'Adunata dei Refrattari, 1930.
- L. Galleani, Contro la guerra, contro la pace, per la rivoluzione sociale, Newark, Edizione de L'Adunata dei Refrattari, 1930.
- L. Galleani, Aneliti e singulti, Newark, Biblioteca de L'Adunata dei Refrattari, 1935.
- L. Galleani, Una battaglia, Roma, Biblioteca de L'Adunata dei Refrattari, 1947.
- L. Galleani, Mandateli lassù!, Cesena, Edizioni L'Antistato, 1954.
- L. Galleani, La fine dell'anarchismo?, Cesena, Edizioni L'Antistato, 1966.
- L. Galleani, La fine dell'anarchismo?, Catania, Edizioni della rivista "Anarchismo", 1976.
- L. Galleani, Figure e figuri, Ragusa, La Fiaccola, 1992.
- L. Galleani, Faccia a faccia col nemico. Cronache giudiziarie dell'anarchismo militante, Galzerano, 2001.
- M. Malatesta, L. Galleani, A. Borghi, alcuni anarchici russi, Manifesto dei Sedici. Critiche di Malatesta, Galleani, Borghi e di alcuni anarchici russi, Trieste, Edizioni Anarchismo, 2015.